# Caboclo
Caboclo (portugalsko: [kɐˈboklu]) je oseba mešanega domorodnega brazilskega in evropskega porekla ali, redkeje, kulturno asimilirana ali detribalizirana oseba polnega indijanskega porekla. V Braziliji se caboclo na splošno nanaša na to posebno vrsto mesticev.
Izraz, ki se izgovarja tudi "caboco, je iz brazilske portugalščine in morda nazadnje iz Tupi kaa'boc, kar pomeni 'tisti, ki prihaja iz gozda'. Oseba mešanega domorodnega brazilskega in podsaharskega temnopoltega porekla je znana kot cafuzo.
V popisih leta 1872 in 1890 se je 3,9 % oziroma 9,04 % prebivalstva opredelilo za caboclos. Od takrat se caboclos štejejo za pardo, skupaj z mulati (mešani črno-beli) in cafuzos (mešani ameriško-črni).
Raziskava, izvedena v Rio de Janeiru, je pokazala, da je 14 % belcev in 6 % pardosov poročalo o ameriških in belih prednikih.
Po nekaterih ocenah naj bi caboclos predstavljal okoli 12 % brazilskega prebivalstva.

## Etimologija
Izraz caboclo (ki se v porečju Amazonke in v Candombléju običajno izgovarja brez črke l kot caboco) naj bi izhajal iz besede kari'boka, ki izhaja iz belega. Njegov primarni pomen je mestic, 'oseba delno indijanskega in delno evropskega porekla'. Lahko pa se uporablja tudi za označevanje katerega koli domorodnega Brazilca, ki je asimiliran. Izraza Indijanec ne smemo zamenjevati z ljudmi, ki izvirajo iz Indije v Južni Aziji.
Portugalski kralj D. Jožef I. je v 18. stoletju spodbujal poroke med evropskimi kolonisti in Indijanci; to je evropskim moškim omogočilo, da so se naselili v družine in povzročilo rojstvo prvih otrok caboclo. Podobno je v 19. stoletju v času razcveta kavčuka vlada ugrabila mlade, predvsem bele in meščanske brazilske moške iz severovzhodne Brazilije in jih prepeljala v notranjost Amazonije na žetev kavčuka. Moški nikoli niso dobili dovoljenja za odhod in so se poročili z lokalnimi domorodnimi ženskami, očetov več generacij meščanov.
Populacije caboclo v amazonskem območju v Braziliji so znane kot požrešni jedci açaí palme, ki je osnova tradicionalne prehrane domorodcev. V eni študiji je bila açaí palma opisana kot najpomembnejša rastlinska vrsta, ker sadje predstavlja tako pomembno sestavino prehrane (do 42 % celotnega vnosa hrane glede na težo) in je gospodarsko dragoceno v regiji (Murrieta et al. , 1999).
Izraz caboclo se uporablja tudi kot izraz za duha avtohtonega izvora (prednika ali duha narave) v afro-brazilskih religijah Candomblé in Umbanda. V teh religijah veljajo za drugačne od oriš, vendar so kljub temu čaščeni.

## Opis
Caboclos tvorijo najštevilčnejšo skupino prebivalcev v severni regiji Brazilije (Amazonija) in v nekaterih zveznih državah v severovzhodni regiji Brazilije (Rio Grande do Norte, Piauí, Maranhão, Alagoas, Ceará in Paraíba). Vendar pa je kvantificiranje števila ljudi, ki se v Braziliji štejejo za caboclos težka naloga, saj so po metodah, ki jih uporablja Brazilski inštitut za geografijo in statistiko v svojih popisih, caboclosi vključeni v število 44,2 % ljudi, ki se v Braziliji štejejo za mešano raso, skupina, ki vključuje tudi mulate, cafuze in razne druge kombinacije mešanja črncev ali indijancev z drugimi rasami, kot so črnci in orientalci, indijanci in orientalci, črnci, indijanci in belci, črnci, indijanci in orientalci itd.
Atributi, ki opredeljujejo družbeno kategorijo caboclos, so ekonomski, politični in kulturni. V tem smislu se izraz nanaša na majhne družinske proizvajalce v Amazoniji, ki živijo od izkoriščanja gozdnih virov. Glavne kulturne lastnosti, po katerih se caboclos razlikuje od majhnih proizvajalcev nedavnega priseljevanja, so poznavanje gozda, prehranjevalne navade in stanovanjski vzorci. Zaradi podobnih ekonomskih lastnosti pa lahko oba, caboclos in imigrante, uvrstimo v širšo družbeno kategorijo kmetov.

## Dnevi praznovanja rasnih skupin v Braziliji
V Braziliji »Dan cabocla« (Dia do Caboclo), ki ga vsako leto praznujemo 24. junija, v čast prispevkov in identitete prvotnih caboclov in njihovih potomcev. Ta datum je uradni državni praznik v zvezni državi Amazonas.
»Dan mešane rase« (Dia do Mestiço) se vsako leto praznuje 27. junija, tri dni po dnevu Caboclo, v čast vseh Brazilcev mešane rase, vključno s caboclo. Ta datum je uradni praznik v treh brazilskih zveznih državah.
»Dan domorodnih ljudstev« (Dia dos Povos Indígenas), ki ga vsako leto praznujemo 19. aprila, priznava in spoštuje domorodna ljudstva Brazilije.